# Bogusław Furtok
Bogusław Furtok (* 1967 in Kattowitz) ist ein polnischer Kontrabassist, Komponist und Musikpädagoge.

## Leben und Wirken
Furtok erhielt mit neun Jahren seinen ersten Unterricht auf dem Kontrabass und absolvierte sein Studium an der Musikakademie Kattowitz bei Waldemar Tamowski mit Auszeichnung  sowie an der Hochschule für Musik und Darstellende Kunst Frankfurt bei Günter Klaus, wo er sein Konzertexamen ablegte. Er war 1989 1. Preisträger beim Internationalen Kontrabasswettbewerb Markneukirchen und Preisträger beim Concours de Genève (3. Preis 1990) sowie beim Musikwettbewerb in Parma (1992).
Seit 1995 ist er Solokontrabassist des Hr-Sinfonieorchesters Frankfurt. Als Solist trat er zudem mit zahlreichen bekannten Orchestern in Europa und Japan auf, zum Beispiel mit dem Hr-Sinfonieorchester, dem Radiosinfonieorchester Kattowitz, dem Radio-Sinfonieorchester Warschau, den Bamberger Symphonikern, den Jenaer Philharmonie, den Hofer Symphonikern und dem Tiroler Symphonieorchester Innsbruck.
In Japan war Furtok zwischen 2004 und 2013 Dozent beim Pacific Music Festival in Sapporo.
Er veröffentlichte mehrere CDs und komponierte kammermusikalischer Werke für Kontrabass. Seit 1999 spielt er auf einem Instrument  des englischen Kontrabassbauers Thomas Martin nach dem Modell des italienischen Geigenbauers Nicola Bergonzi.
Furtok ist mit der Pianistin Ewa Warkiewicz verheiratet, mit der er auch seit 1988 im Duo auftritt und mehrere CDs veröffentlichte.

## Kompositionen
- Kontrabass-Trio Nr. 1 für 3 Kontrabässe. Verlag Friedrich Hofmeister, 2016
- 3 Pieces for 4 basses – 3 Stücke für Kontrabassquartett, Verlag Friedrich Hofmeister

## Diskografie (Auswahl)
- Schubert: Sonate Arpeggione / Mišek: Sonate Nr. 2 / Proto: Sonate „1963“. Mit Ewa Warykiewicz, Klavier (Immediate Klassic; 1993)
- Giovanni Bottesini: Double Bass Concertos. Mit dem Radio-Sinfonie-Orchester Frankfurt, Dirigent: Stephan Tetzlaff (cpo; 2000)
- Brahms, Hindemith, Hertl. Sonaten. Mit Ewa Warykiewicz, Klavier (Żuk Records; 2001)
- Beau Soir for double bass & piano. Mit Ewa Warykiewicz, Klavier. Werke von u. a. Catalini, Glasunow, Kreisler, Elgar, Fauré, Chopin, Ravel, Bruch, Debussy, Bottesini (Żuk Records; 2001)
- Franz Schubert: Die Forelle / The Trout. (Forellenquintett). Mit dem Àlvarez Quartet; Carmen Piazzini, Klavier (Tacet; 2001)
- Chrysalis. Orchestral Music of Brian Fennelly. Darauf mit Bogusław Furtok: Lunar Halos (Parasalenae) For Doublebass and Chamber Orchestra (1990). Mit Chris Gekker, Trompete, Nationales Symphonieorchester des Polnischen Rundfunks, Dirigent: Joel Eric Suben (Albany Records; 2002)
- Giovanni Bottesini: Tre Grandi Duetti. Gran Duetti Nr. 1–3. Mit Bogusław Furtok und Johannes Stähle, Kontrabass (Żuk Records; 2008)
- Double Bass Concerto. Rota / Bloch / Bruch. Mit dem Hr-Sinfonieorchester, Dirigent: Peter Zelienka (Pan Classics; 2016)